# زاغ درختی رخ‌سیاه
زاغ درختی رخ‌سیاه (نام علمی: Dendrocitta frontalis) نام یک گونه از سرده زاغ‌های درختی دم‌دراز است.